# Niceforo II di Costantinopoli
Niceforo II (in greco Nikephoros; ... – 25 luglio 1261) è stato un arcivescovo ortodosso bizantino, che ha ricoperto la carica di Patriarca ecumenico di Costantinopoli tra il 1260 e il 1261, in esilio presso l'Impero di Nicea.
Originariamente in servizio come metropolita di Efeso, fu eletto al patriarcato dopo le dimissioni di Arsenio Autoreiano nel 1260. Morì dopo alcuni mesi, all'inizio del 1261, e fu sepolto a Ninfeo. Dopo la sua morte seguì un periodo di vacanza, ma dopo la riconquista di Costantinopoli a luglio, Arsenio fu richiamato dal suo ritiro e riportato sul trono patriarcale.